# Formel-1-Rennstrecke New Jersey
Die Formel-1-Rennstrecke New Jersey, war ein ab 2011 geplanter Stadtkurs im US-amerikanischen Hudson County in New Jersey, rund sieben Kilometer westlich des Zentrums Manhattans, New York City. Der Kurs wurde nie für Motorsportveranstaltungen genutzt.

## Geschichte

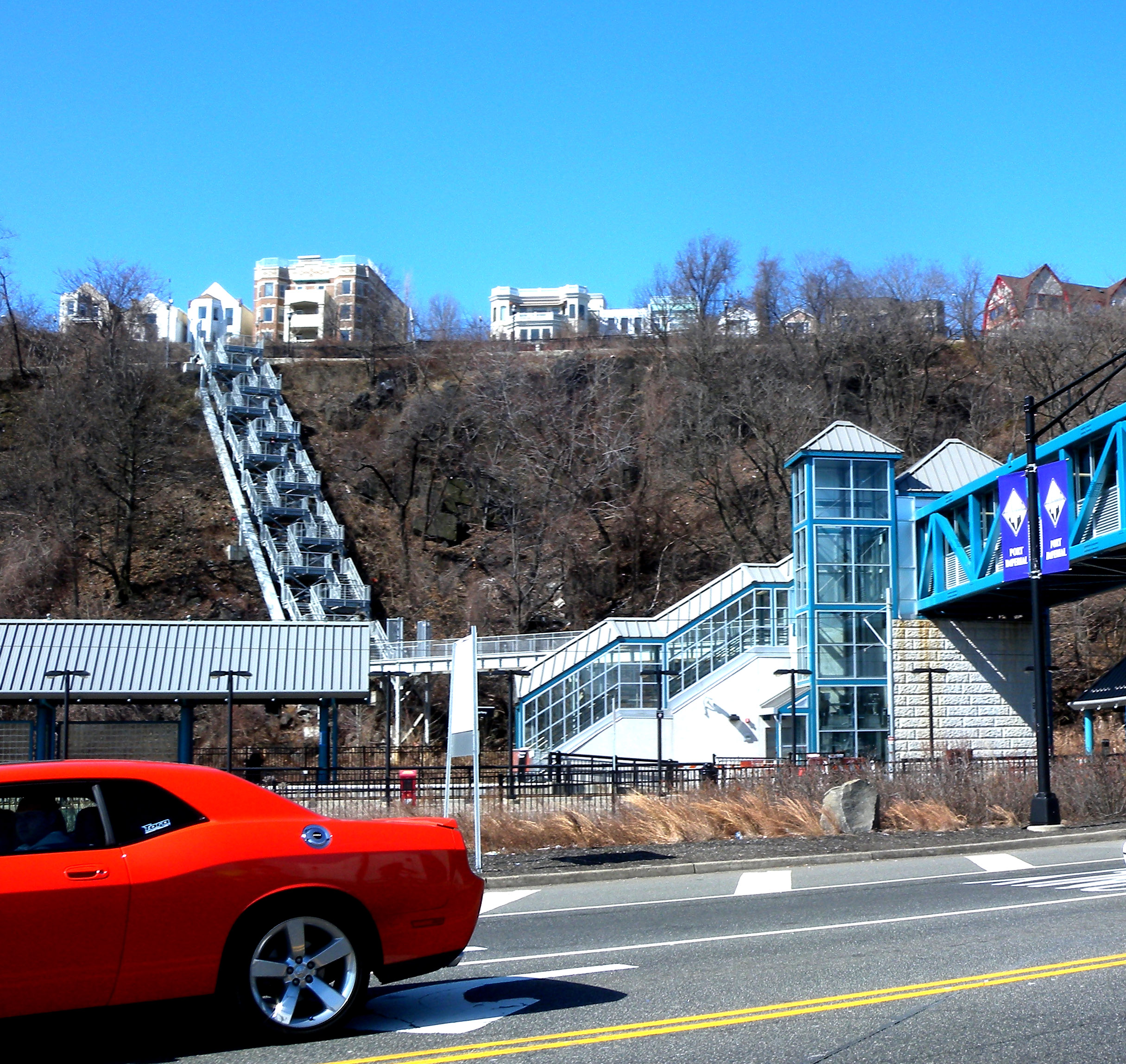
Blick von Start und Ziel auf Kurve 5, ca. 45 m höher gelegen

Am 25. Oktober 2011 gab der Cheforganisator Leo Hindery bekannt, dass mit der Formel-1-Organisation eine Vereinbarung für zehn Jahre über einen Formel-1-Lauf geschlossen wurde. Einen Tag später wurde dies offiziell bestätigt.
Ursprünglich sollte Stadtkurs bereits 2013 fertiggestellt werden und auch im Rennkalender enthalten sein. Doch wegen Verzögerungen bei den Bauarbeiten und ungeklärten Fragen bei ausstehenden Genehmigungen musste das Rennen verschoben werden.
Am 27. September 2013 veröffentlichte der Motorsportweltverband FIA offiziell den vorläufigen Formel-1-Rennkalender für das Jahr 2014, in dem das erste Rennen in New Jersey am 1. Juni 2014 stattfinden sollte. Die Saison 2014 fand jedoch ohne den Grand Prix von New Jersey statt. Auch in den Folgejahren stand das Rennen nicht im Kalender. Eine Wiederaufnahme des Projekts ist unwahrscheinlich, da es mittlerweile den Grand Prix in Austin gibt.

## Lage

Lage der Rennstrecke im Gemeindegebiet von Weehawken (Südteil) und West New York

Die geplante Strecke sollte 5,15 km lang werden und über 50 m Höhenunterschied haben. Sie wurde vom deutschen Streckenplaner Hermann Tilke entworfen.
Die Strecke sollte durch das Hafengebiet Weehawken Port Imperial in den Gemeinden Weehawken und West New York führen und direkt am Hudson River liegen. Sie sollte unter anderem durch einen waldähnlichen Park und Wohngebiete verlaufen. Start-und-Ziel mit den Boxenanlagen sollten sich direkt an den Anlegestegen am Hudson-River befinden.